# Wat Traimit

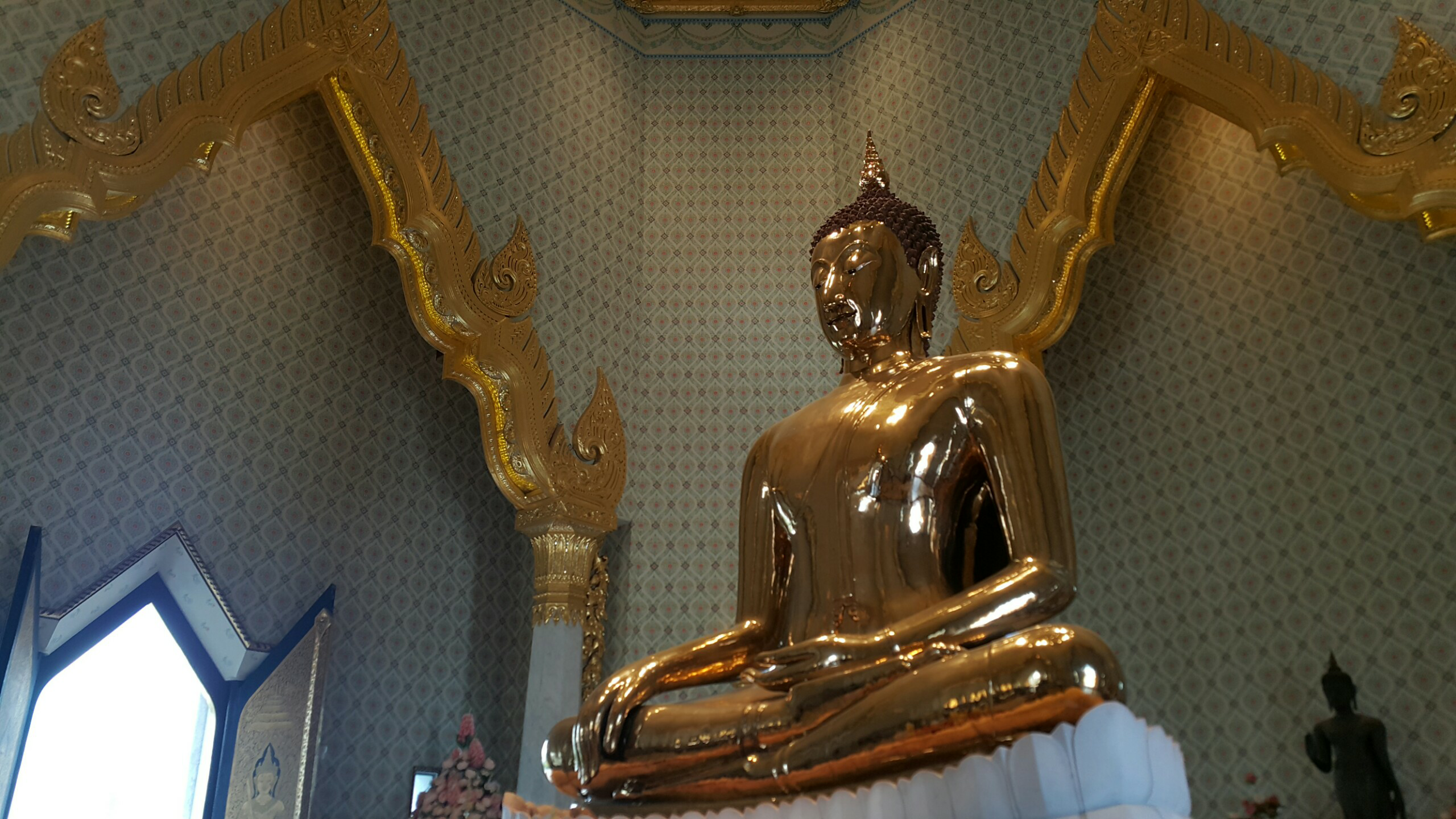
Phra Phuttha Maha Suwan Patimakon des Wat Traimit

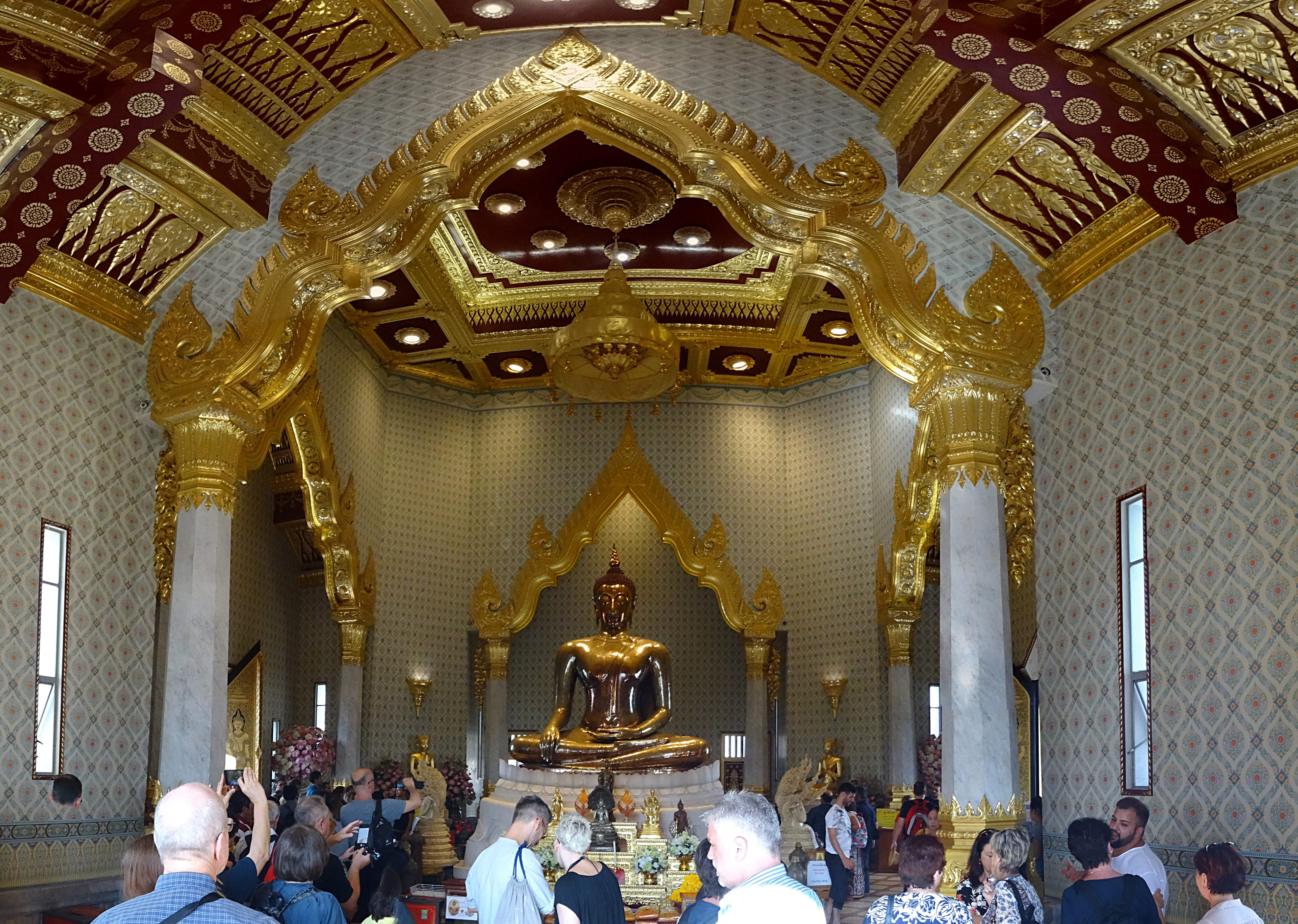
Panorama-Ansicht

Wat Traimit (thailändisch วัดไตรมิตร, vollständiger Name: Wat Traimit Withayaram Worawihan – วัดไตรมิตรวิทยารามวรวิหาร, den Touristen meist als „Tempel des Goldenen Buddha“ bekannt) ist ein buddhistischer Tempel (Wat) im Bezirk Samphanthawong in Bangkok. Er ist ein Königlicher Tempel Zweiter Klasse. Wat Traimit liegt in der Nähe des Bangkoker Hauptbahnhofs Hua Lamphong und wird deshalb manchmal mit Wat Hua Lamphong verwechselt, der jedoch östlich des Bahnhofs an der Rama-IV.-Straße (Thanon Phra Ram 4) liegt.

## Geschichte

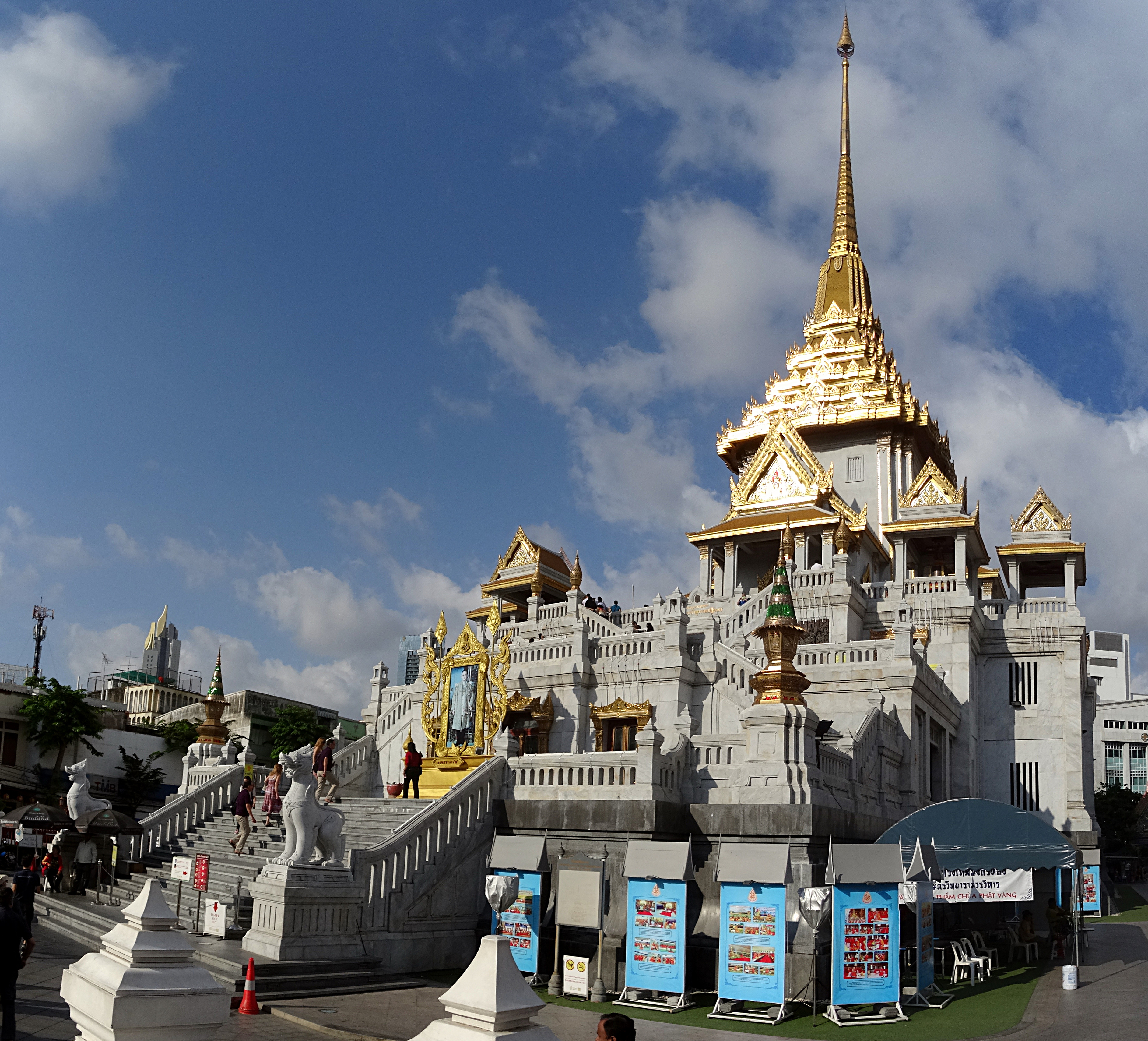
Der neue Phra Maha Mondop des Wat Traimit

Dort wo heute die Yaowarat-Straße in die Traimit-Straße einmündet, wurde im 18. Jahrhundert ein Wat Raad errichtet. Gestiftet von drei Chinesen hieß der Tempel bis 1939 „Sam Chin“ („Tempel der drei Chinesen“). Die heute größte Attraktion bildet eine Buddha-Statue aus der Sukhothai-Periode. Sie wurde 1935 aus dem Wat Phrayakrai im Bezirk Yannawa Tempel gebracht, der einem Sägewerk weichen musste. Dort hatte sie sich während der Regierungszeit von König Phra Nang Klao (Rama III.) befunden, ohne dass man um den materiellen Wert der Statue wusste.
Der Buddha wurde vor über 700 Jahren gefertigt und befand sich dann wahrscheinlich im Wat Mahathat in Sukhothai, der Hauptstadt des Königreichs Sukhothai. Sie gelangte vermutlich im Jahre 1403 nach Ayutthaya, als das Königreich Ayutthaya mächtig genug geworden war, sich im 15. Jahrhundert Sukhothai untertan zu machen. Zu unbekannter Zeit schuf man einen Gipsmantel um den goldenen Buddha, um dessen Wert zu verschleiern. Er blieb wahrscheinlich noch im Wat Mahathat bis zum Beginn der Rattanakosin-Ära, bis König Phra Phutthayotfa Chulalok (Rama I.) über 1200 Buddha-Statuen aus dem ganzen Land in seine neue Hauptstadt nach Bangkok bringen ließ. Wahrscheinlich gehörte der Gold-Buddha zu denjenigen Statuen, die zunächst im Wat Phra Chetuphon aufgestellt wurden.
1955 wurden wieder umfangreiche Bauarbeiten auf dem Tempelgelände durchgeführt, die dazu führten, dass der Gipsmantel aufsprang und pures Gold zum Vorschein brachte. Die Statue ist etwas mehr als drei Meter hoch und wiegt rund 5,5 Tonnen. Sie besteht aus 4 % Gold im Sockel und 40–80 % im Körper, dabei soll das 45 kg schwere Gesicht pures Gold sein. In einem Glaskasten kann ein Teil der Gipsmaske besichtigt werden.

## Phra Maha Mondop
Die Statue des Phra Phuttha Maha Suwan Patimakon war über 50 Jahre lang in einem Wihan zu besichtigen, der 1955 speziell für sie errichtet worden war. Das Gebäude bedurfte einer dringenden Restaurierung, daher entschloss sich im Jahre 2006 die chinesische Gemeinschaft sowie Geschäftsleute des umliegenden Bezirks, ein neues Gebäude zu errichten, das der Bedeutung der Statue würdig war. Der „Phra Maha Mondop“ wurde errichtet und am 5. Dezember 2008, dem Geburtstag von König Bhumibol, eingeweiht.
Das Gebäude ist als Mondop mit drei Stockwerken konzipiert: das erste und zweite Obergeschoss beherbergt jeweils ein Museum („Knowledge Centre of the Community“) des Tempels und des Bezirks Samphanthawong, im dritten Stock befindet sich der „Goldene Buddha“.